# Repérage des constellations/08
- Lynx
- Gémeaux
- Cancer
- Petit Chien
- Licorne
- Grand Chien
- Poupe
- Poisson volant

Lever de Spica (héliaque en octobre).

## Constellations visibles
Le spectacle magnifique se situe au Sud, où le grand Navire Argo (constellation) est en train de culminer. Cette immense constellation a été divisée en 1752 entre la Carène, la Poupe et les Voiles.
L'hémisphère Nord est surtout dominé par le Lion, les Gémeaux, et Orion.

## Alignements
Le pôle des Gémeaux est à sa culmination, avec ses nombreux alignements à grande distance.
- La diagonale d'Andromède, qui passe par Pollux, Capella, α de Persée, Andromède, et se poursuit par le Verseau jusqu'au Sagittaire.
- L'alignement Ouest-Sud-Ouest, passant par le Taureau et la Baleine, vers Fomalhaut et le Sagittaire
- L'alignement Sud-Sud-Ouest, qui passe par Rigel et Bételgeuse, et longe Éridan pour finir sur Achernar.
- L'alignement Sud, qui passe par Procyon, Sirius, la Colombe et s'achève également sur Achernar.
- À l'opposé de la diagonale d'Andromède, l'alignement se prolonge sur Alphard, l'extrémité des Voiles, la Croix du Sud et le pied du Centaure, la queue du Scorpion, et l'arc et la tête du Sagittaire.
- À l'opposé du Taureau, Régulus du Lion, Spica de la Vierge, Antarès du Scorpion, et s'achève sur la tête du Sagittaire.